# On s'est aimé à cause
On s'est aimé à cause è una canzone registrata dalla cantante canadese Céline Dion per il suo album in studio in francese, D'elles (2007). Il brano scritto Françoise Dorin, Marc Dupré, Jean-François Breau, è stato rilasciato in Canada ad agosto 2007 come terzo e ultimo singolo promozionale dell'album.
L'album D'elles include anche una versione remixata e con testi modificati del brano, intitolata A cause.

## Contenuti e promozione
I testi di On s'est aimé à cause sono stati scritti dalla scrittrice francese Françoise Dorin , tra l'altro anche autrice di Et s'il n'en restait qu'une (je serais celle-là), mentre le musiche sono state composte da Marc Dupré e Jean-François Breau; la produzione è stata curata da Tino Izzo.
Céline Dion presentò il suo nuovo singolo durante lo speciale televisivo andato in onda su TVA e dedicato all'album D'elles.

## Formati e tracce
CD Singolo Promo (Canada)
1. On s'est aimé à cause – 4:04 (testo: Françoise Dorin – musica: Marc Dupré, Jean-François Breau)

## Classifiche
| Classifica (2007)            | Posizione massima raggiunta |
| ---------------------------- | --------------------------- |
| Canada (Billboard Canada AC) | 23                          |
| Québec (ADISQ)               | 6                           |

## A cause
Nel 2007 Céline Dion incluse nel suo album francese D'elles anche una nuova versione del brano On s'est aimé à cause, intitolata A cause. La canzone fu registrata con una musica nuovamente composta e ri-arrangiata da Jacques Veneruso, mentre i testi furono riscritti e adattati da Françoise Dorin, autrice della prima versione originale. La produzione fu curata dallo stesso Veneruso e da Thierry Blanchard.
Il brano era destinato alla promozione radiofonica e sarebbe stato rilasciato in Francia nel gennaio del 2008, ma in quel momento in rotazione radiofonica c'era il nuovo singolo promozionale di Taking Chances (2007), Alone.
A cause è stato anche remixato dal produttore, compositore e remixer francese Dj Rien. Stephen Thomas Erlewine di AllMusic la classificò tra i suoi brani favoriti.
Nonostante non fu distribuito come singolo, la Dion presentò A cause durante lo speciale televisivo francese dedicato all'album D'elles, nel maggio 2007 e andato in onda su TF1.

### Formati e tracce
CD Singolo Promo (Francia) (Columbia: 88697253202)
1. A cause (Album Version) – 3:14 (testo: Françoise Dorin – musica: Jacques Veneruso)
2. A cause (Remix Radio Edit) – 3:14 (testo: Dorin – musica: Veneruso)
3. Alone – 3:23 (Billy Steinberg, Tom Kelly)